# Amerykańskie Towarzystwo Autyzmu
Amerykańskie Towarzystwo Autyzmu (ang. Autism Society of America – ASA) – amerykańska organizacja działająca na rzecz osób z zaburzeniami ze spektrum autyzmu. Misją organizacji jest usprawnianie funkcjonowania osób z tymi zaburzeniami oraz wspieranie ich rodzin w życiu społecznym. Zajmuje się szerzeniem aktualnej i rzetelnej wiedzy na temat autyzmu, w tym informacji na temat różnych podejść, dostępnych możliwości wsparcia i usług; oferuje m.in. bezpłatną pomoc telefoniczną oraz bazę danych poświęconą programom na rzecz osób autystycznych. 
Organizacja powstała w 1965 roku. Wśród jej założycieli znaleźli się Ivar Lovaas, Bernard Rimland i Ruth C. Sullivan.